# Holt Renfrew
Holt Renfrew & Co., Limited is een luxe warenhuisketen in Canada. 

## Geschiedenis
De onderneming werd opgericht in Quebec City in 1837 door William S. Henderson, die een kleine bontwinkel opende. Het hoofdkantoor was tot 1979 in Montreal en verhuisde toen naar Toronto. Holt Renfrew was eigendom van de Selfridges Group. In 2021 werd de Selfridges Group verkocht aan Signa Holding en Central, waarbij Holt Renfrew buiten de deal is gebleven. Deze warenhuizen blijven eigendom van de familie Weston, die eerder eigenaar van de Selfridges Group waren.
Begin 2022 heeft de keten 6 vestigingen in Canada.
- In Toronta aan Bloor Street en in het Yorkdale Shopping Centre;
- In het Core Shopping Centre in Montreal ;
- In het centrum van Calgary;
- In het Square One Shopping Center in Mississauga en
- In de Pacific Centre Mall in Vancouver.

Daarnaast is er een filiaal onder de naam Holt Renfrew Ogilvy in Montreal. In 2011 kocht Holt Renfrew het warenhuis Ogilvy in Montreal. In 2020 werd de samenvoeging van de filialen van beide warenhuizen afgerond en daarna wijzigde de naam van het warenhuis Ogilvy in Holt Renfrew Ogilvy.
In 2014, geconfronteerd met de groeiende concurrentie in luxe mode in Canada, kondigde het bedrijf met de komst van onder meer Nordstrom en Saks Fifth Avenue de sluiting aan van zijn vestigingen in Quebec (2014 gesloten), Winnipeg (2015 gesloten) en Ottawa (2015 gesloten). Andere filialen had Holt Renfrew in Edmonton (gesloten in 2020), aan Sherbrooke West in Montreal (gesloten 2020) en in winkelcentrum Sherway Gardens in Mississauga (gesloten 2016).
Holt Renfrew heeft geholpen bij de introductie van nieuwe modeontwerpers zoals Kirk Pickersgill en Stephen Wong met hun merk Greta Constantine.